# حمیده رویدشتیه
حمیده روی‌دشتی یا حمیده رویدشتیه (؟ -۱۶۷۶م) (نسب: حمیده بنت شریف محمد بن شمس‌الدین محمد رویدشتی اصفهانی) بانوی محدث و آموزگار علوم اسلامی ایرانی در سدهٔ یازدهم هجری بود. پژوهش‌هایی در علم حدیث داشت و حاشیه‌هایی نگاشت؛ از جمله بر استبصار نوشتهٔ شیخ طوسی. پدرش شریف محمد رویدشتی از شاگردان بهاءالدین عاملی بود. بسیاری از علمای روزگارش از حاشیه‌نویسی‌ها او سود می‌جستند.